# Swift (Alabama)
Swift es una comunidad no incorporada en el condado de Baldwin, Alabama, Estados Unidos.

## Historia
Una oficina de correos operó bajo el nombre de Swift desde 1882 hasta 1912.